# Adolf Wicklein (Politiker)
Adolf Wicklein (* 11. Februar 1924 in Sonneberg, Thüringen; † 13. April 2005 in Erfurt) war ein deutscher Politiker (SED). Er war Zweiter Sekretär der Bezirksleitung Erfurt der Sozialistischen Einheitspartei Deutschlands (SED).

## Leben
Wicklein, Sohn des Spielwarenarbeiters Adolf Wicklein und einer Heimarbeiterin, besuchte die Volksschule und war Mitglied bei den Roten Falken. Von 1938 bis 1942 absolvierte er eine Lehre in der Holzspielzeugindustrie und arbeitete anschließend als Spielwarenarbeiter bei der Firma Dressel in Sonneberg. Von 1942 bis 1945 leistete Wicklein Kriegsdienst bei der Wehrmacht. Er war Soldat bei der Panzerdivision und Panzeraufklärungsabteilung IV. Im Mai 1945 geriet er als Obergefreiter in Schleswig-Holstein in britische Kriegsgefangenschaft, aus der er im August desselben Jahres wieder entlassen wurde. Er kehrte nach Sonneberg zurück und war von 1945 bis 1948 Angestellter beim Rat der Stadt Sonneberg.
Wicklein trat am 1. November 1945 der Kommunistischen Partei Deutschlands (KPD) bei und wurde im April 1946 Mitglied der SED. 1947 besuchte er für drei Monate die Landesparteischule der SED. Von 1948 bis 1950 war er Abteilungsleiter in der SED-Kreisleitung Sonneberg. 1950/51 studierte er ein Jahr lang an der Parteihochschule „Karl Marx“ der SED. 1951/52 fungierte er als Erster Sekretär der Kreisleitung Torgau der SED. 1952/53 leitete er die Abteilung „Leitende Organe“ in der SED-Bezirksleitung Halle (Saale). Von August 1953 bis Oktober 1954 war er Sekretär für Agitation und Propaganda der SED-Bezirksleitung Halle (Saale). Von November 1954 bis 1955 war Wicklein Instrukteur in der Abteilung „Leitende Organe“ des ZK der SED und Beauftragter des ZK für den Bezirk Suhl. Zwischen 1955 und 1958 studierte er erneut an der Parteihochschule „Karl Marx“ und schloss sein Studium als Diplom-Gesellschaftswissenschaftler ab.
Von 1958 bis Dezember 1959 fungierte Wicklein als Sekretär für Agitation und Propaganda, von Dezember 1959 bis Februar 1981 war er Zweiter Sekretär der Bezirksleitung Erfurt der SED. Wicklein wurde aus gesundheitlichen Gründen als Zweiter Sekretär abgelöst.

## Auszeichnungen
- Vaterländischer Verdienstorden in Bronze (1964) und in Silber (1974)